# Sons of Liberty (miniserie)
Sons of Liberty is een Amerikaanse miniserie uit 2015, geregisseerd door Kari Skogland. Deze driedelige miniserie ging op 25 januari 2015 in première op History Channel. Op 4 januari 2016 verscheen de miniserie in Nederland op Fox. De miniserie werd op Fox uitgezonden in zes delen.

## Verhaal
Het verhaal speelt zich af in de tweede helft van 18e eeuw tijdens de vroege Amerikaanse revolutie waarbij een geheime organisatie van kolonisten genaamd 'Sons of Liberty' in Brits-Amerika opkomen voor hun rechten. Deze groep Amerikaanse patriotten waren tegen de Britse overheid en dat leiden tot een Amerikaanse Onafhankelijkheidsoorlog. Deze oorlog liep tot tijdens de onderhandelingen van het Continental Congress dat volgde tot het ondertekenen van de Amerikaanse Onafhankelijkheidsverklaring op 4 juli 1776.

## Rolverdeling
| Acteur                | Personage            |
| --------------------- | -------------------- |
| Ben Barnes            | Samuel Adams         |
| Marton Csokas         | Thomas Gage          |
| Ryan Eggold           | Joseph Warren        |
| Michael Raymond-James | Paul Revere          |
| Rafe Spall            | John Hancock         |
| Henry Thomas          | John Adams           |
| Jason O'Mara          | George Washington    |
| Dean Norris           | Benjamin Franklin    |
| Emily Berrington      | Margaret Kemble Gage |
| Kevin Ryan            | John Pitcairn        |

## Afleveringen

### Verenigde Staten
| Afl. | titel            | Datum           | Televisiezender |
| ---- | ---------------- | --------------- | --------------- |
| 1    | A Dangerous Game | 25 januari 2015 | History         |
| 2    | The Uprising     | 26 januari 2015 | History         |
| 3    | Independence     | 27 januari 2015 | History         |

### Nederland
| Afl. | titel                      | Datum           | Televisiezender |
| ---- | -------------------------- | --------------- | --------------- |
| 1    | A Dangerous Game - part I  | 8 januari 2016  | Fox             |
| 2    | A Dangerous Game - part II | 11 januari 2016 | Fox             |
| 3    | The Uprising - part I      | 18 januari 2016 | Fox             |
| 4    | The Uprising - part II     | 25 januari 2016 | Fox             |
| 5    | Independence - part I      | 1 februari 2016 | Fox             |
| 6    | Independence - part II     | 8 februari 2016 | Fox             |